# Machrie Moor Stone Circles
De Machrie Moor Stone Circles, gelegen vijf kilometer ten noorden van Blackwaterfoot aan de westzijde van het Schotse eiland Arran, zijn een zestal steencirkels uit de vroege bronstijd. Er zijn eveneens sporen gevonden uit het (late) neolithicum.

## Geschiedenis
Machrie Moor was in het neolithicum en de bronstijd het meest vruchtbare deel van Arran en trok daardoor mensen aan. Er zijn vele resten van hutten, graven en staande stenen gevonden. De meest duidelijke zijn zes steencirkels uit de vroege bronstijd.
In de late bronstijd vond er een klimaatverandering plaats waardoor Machrie Moor in het turfmoeras veranderde. Daarnaast leidden verkeerde landbouwmethoden tot uitputting van de grond.

### Houtcirkels
De resten van twee houten cirkels zijn gevonden in Machrie Moor. Houtcirkel 1 bestond uit vijf houten posten in het midden en twee buitenringen. Een grote paal stond tussen cirkel 1 en cirkel 11. In houtcirkel 1 werden aardenwerkresten van het type grooved ware gevonden. Dit type aardewerk is typisch voor het late neolithicum.
De eerste constructie van henges en steencirkels bij Stonehenge, Wiltshire en Cairnpapple Hill (West Lothian) stamt grofweg uit dezelfde periode. De steencirkels van Callanish op het eiland Lewis dateren van 700 jaar eerder.

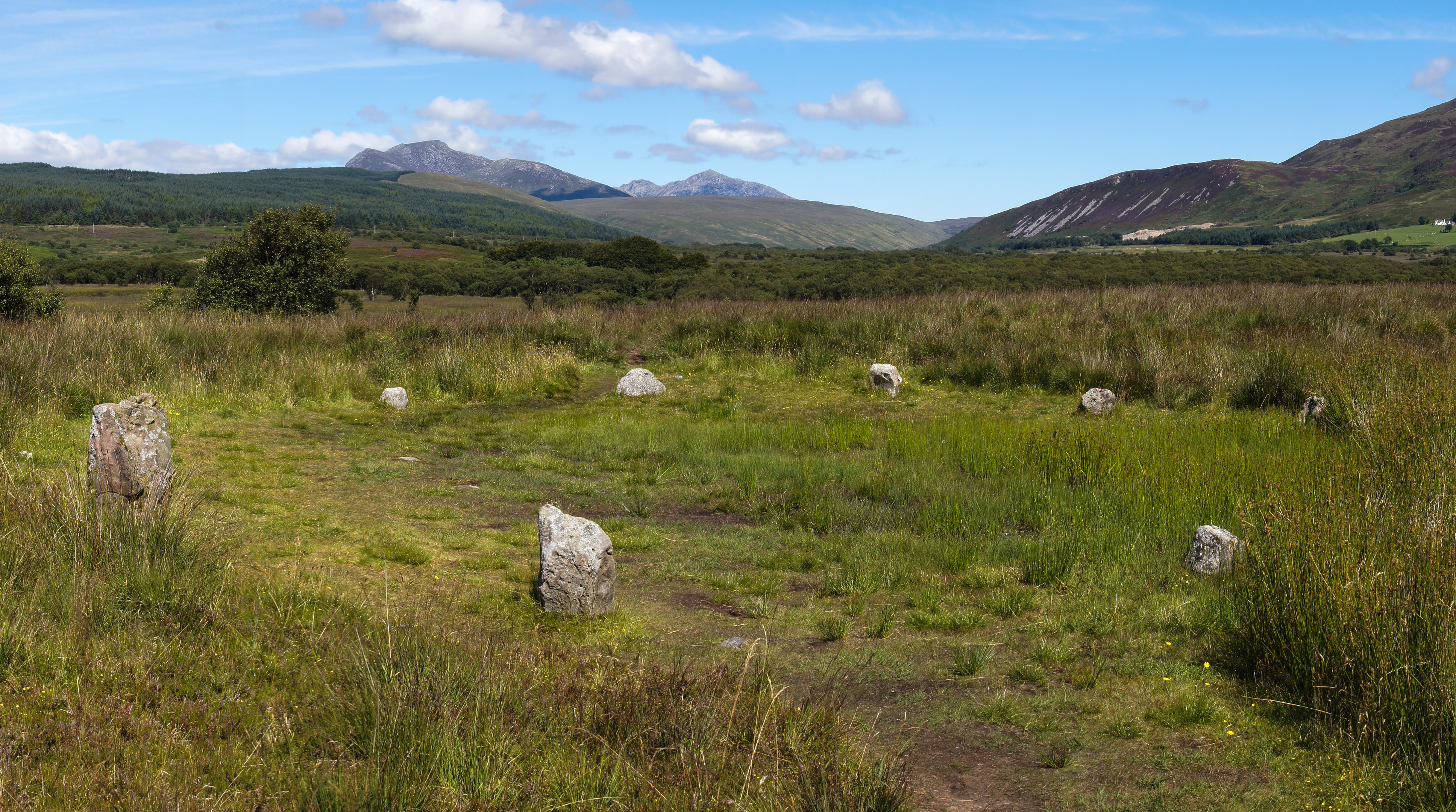
Machrie Moor: cirkel 11

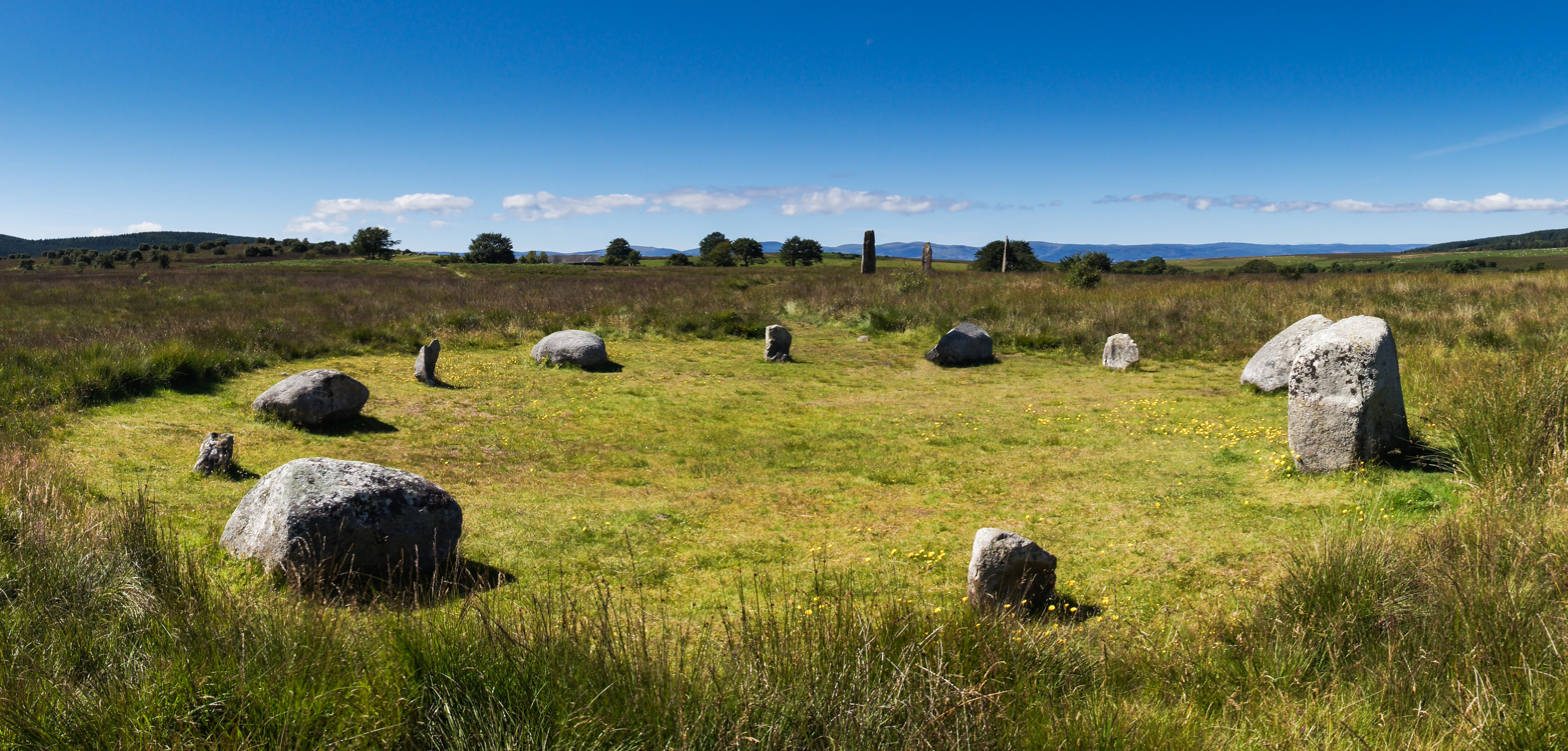
Machrie Moor: cirkel 1 bestaande uit stenen van rood zandsteen en van graniet die om en om zijn geplaatst

### Steencirkels
Na het verval van de houten cirkels is het land van Machrie Moor geploegd geweest. Rond 1800 voor Christus werden de steencirkels 1 en 11 opgericht op de plaats waar de houten cirkels hadden gestaan. De andere vier steencirkels stammen waarschijnlijk uit dezelfde periode.
Met uitzondering van cirkel 5 is elke steencirkel op zijn minst een keer gebruikt voor het begraven van een belangrijk persoon. Er zijn sporen gevonden van crematies (cirkels 1 en 11) en lichamen die als het ware opgevouwen zijn begraven (cirkels 2 en 4).
De monumenten vormden een uniek ceremonieel centrum voor Machrie en wellicht voor geheel Arran. De bouw van de steencirkels in de vroege bronstijd ter vervanging van de houtcirkels uit het late neolithicum zou erop kunnen wijzen, dat individuen, wiens autoriteit was gebaseerd op rijkdom, er de behoefte aan hadden om hun stempel op het landschap te drukken. Hun nakomelingen gebruikten deze plekken om het belang van de overledenen te benadrukken en hun plaats in de maatschappij te verstevigen.
Hoewel er een aantal monumenten zijn gemaakt om de zon of de maan te observeren, is dat hier niet het geval. Enkel door Barnatt en Pierpoint wordt gesuggereerd dat de cirkels 1, 2, 4 en 11 gebruikt werden om de zon tijdens midzomer te observeren; de zon komt dan prominent in het noordoosten op. Binnen vijf minuten nadat de zon boven de horizon uitkomt, zou deze ook zichtbaar zijn vanuit de cirkels 3 en 5. Waarom zoveel cirkels nodig zouden zijn om dit fenomeen te observeren is niet duidelijk.

## Bouw
De cirkels zijn opgericht in twee soorten stenen, namelijk rode zandsteen (cirkels 1, 2, 3 en 11) en graniet (cirkels 1, 2, 4, 5 en 11).

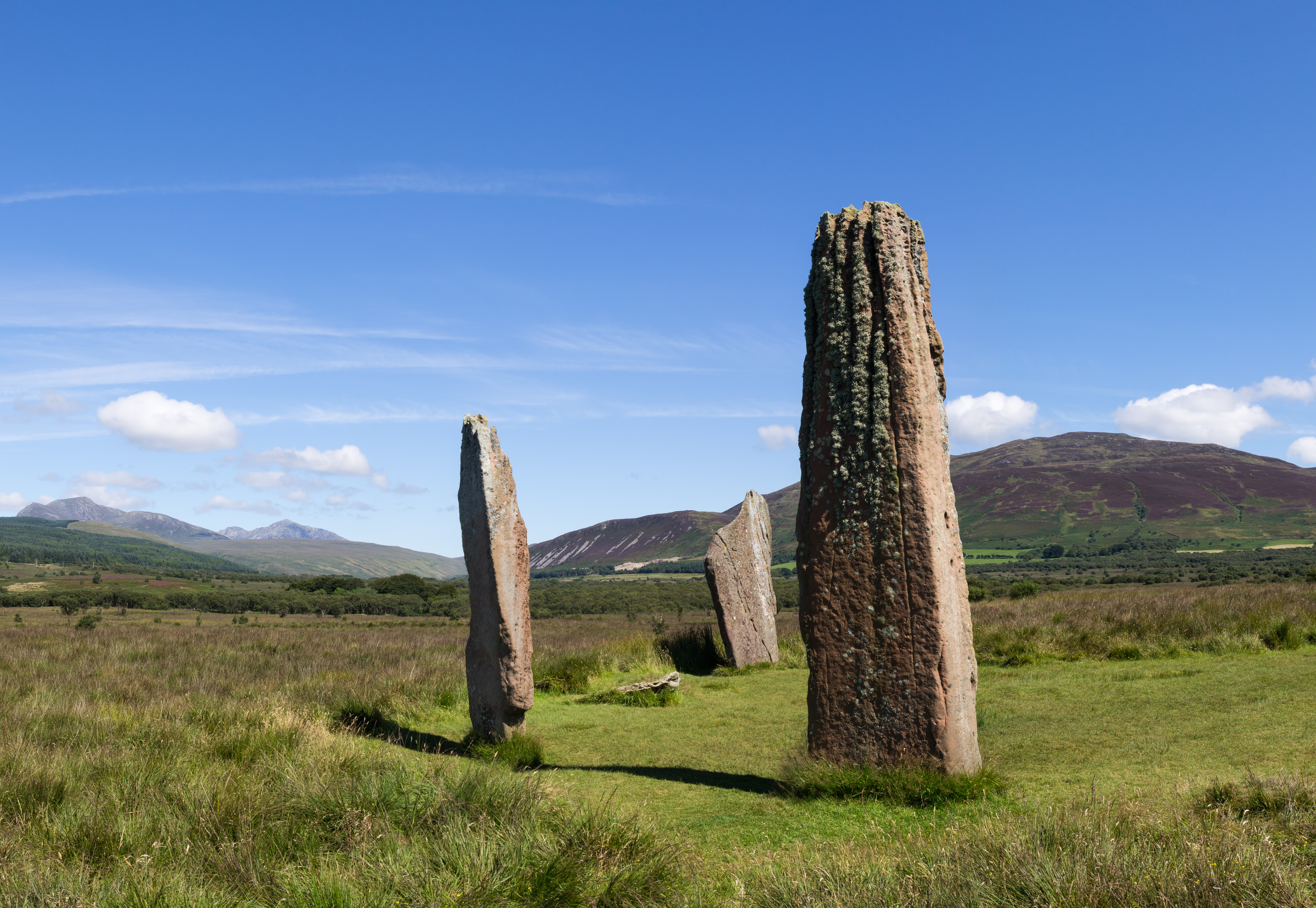
Machrie Moor: cirkel 2 met rechts vooraan de molensteen

### Cirkel 11
Cirkel 11 ligt - net als cirkel 1 - op de plaats van een neolithische houtcirkel. Tien stenen zijn van zandsteen en eentje is van graniet.

### Cirkel 1
Cirkel 1 is een ellips van 14,5 meter bij 13 meter. De cirkel bestaat uit zandstenen platen en granieten rotsen die om en om zijn geplaatst.
In deze cirkel is een urn gevonden met de verbrande resten van een jongeman tezamen met een stenen mes en een botpunt.

### Cirkel 2
Cirkel 2 bestaat uit drie grote stenen van rood zandsteen. Tijdens een opgraving in 1861 werden er twee cisten gevonden, waarvan eentje een voedselpot en wat stenen werktuigen bevatte en eentje leeg was. Er is geprobeerd van een van de gevallen stenen een molensteen te maken.

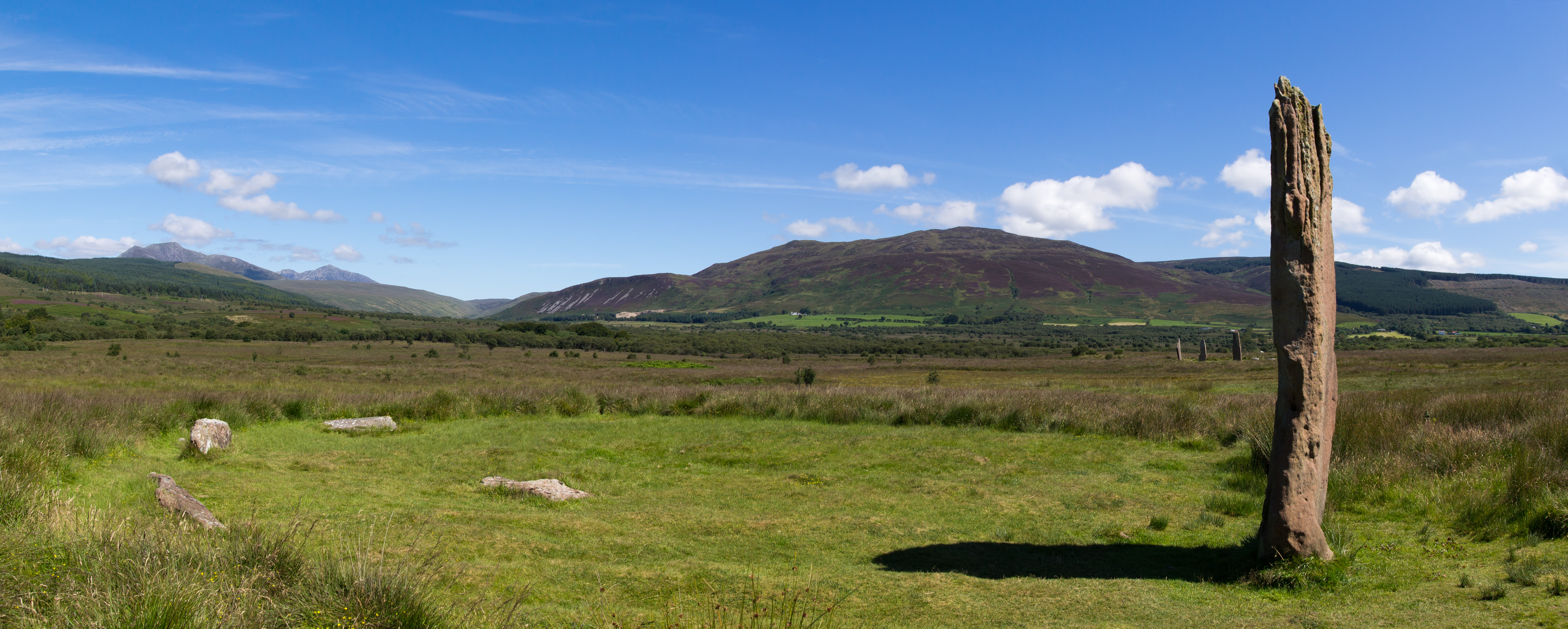
Machrie Moor: cirkel 3

### Cirkel 3
Deze cirkel bestaat uit een grote staande steen en de stompjes van drie andere stenen.
Bij een opgraving in de negentiende eeuw werd er een centrale ciste gevonden met daarin een voedselpot en wat stenen werktuigen; er werd ook een tweede ciste gevonden met de resten van een mens.

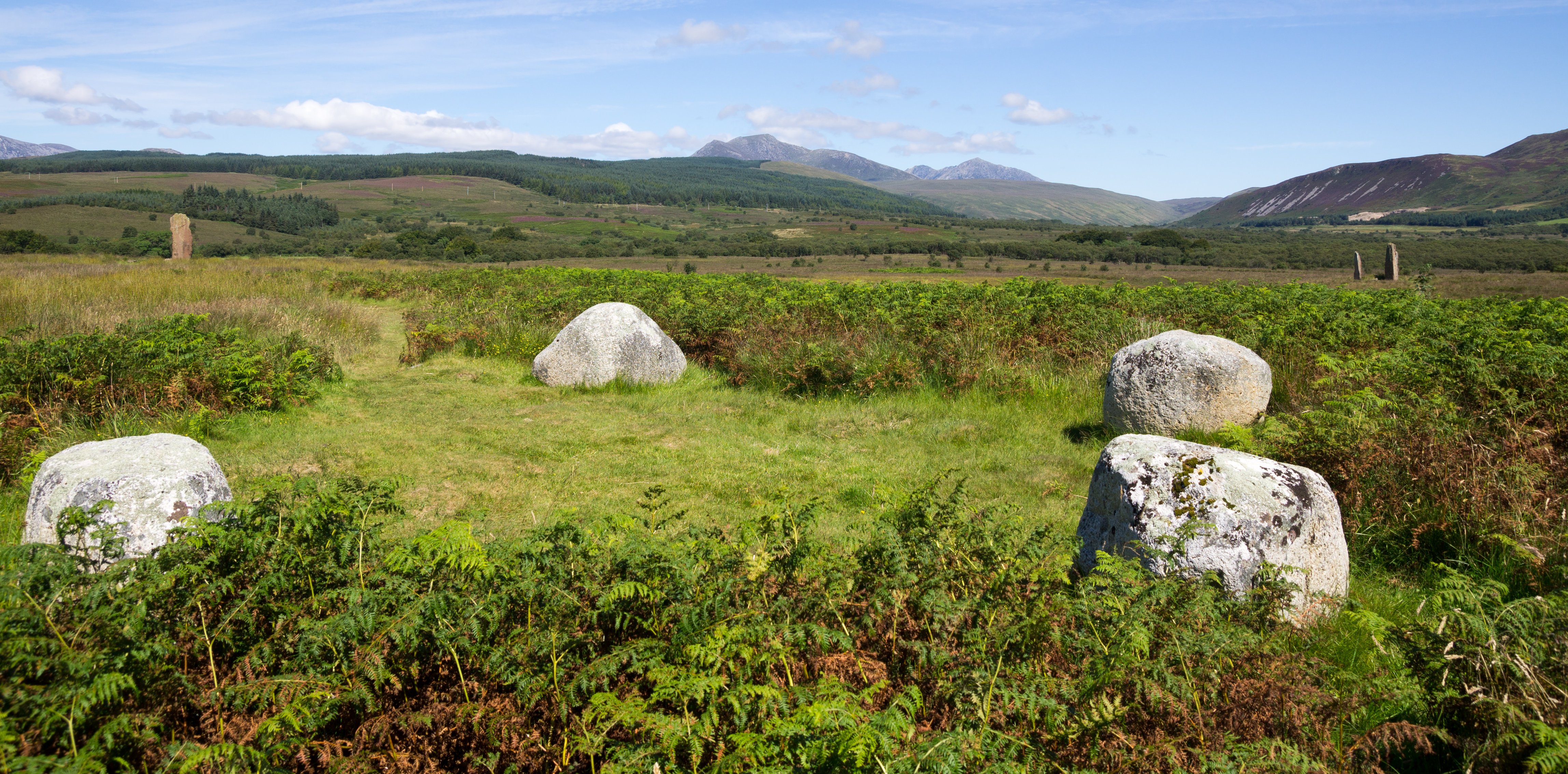
Machrie Moor: cirkel 4

### Cirkel 4
Cirkel 4 bestaat nog slechts uit vier granieten rotsen. De cirkel was ongeveer zes meter in diameter.

### Cirkel 5
Cirkel 5 is een dubbele cirkel. De binnenste ring bestaat uit acht granieten rotsen. De buitenste ring bestaat uit vijftien rotsen. Tijdens een opgraving in de negentiende eeuw werd een beschadigde ciste gevonden in het centrum van de ring. Cirkel 5 staat bekend in de folklore als Fingal's Cauldron Seat, verwijzende naar de held en reus Fingal, die waarschijnlijk is terug te leiden tot de Ierse krijgergod Finn MacCumhail. Het verhaal gaat, dat Fingal de steen met het gat in de buitenste ring gebruikte om zijn hond Bran vast te maken, terwijl hijzelf een maal nuttigde in de binnenste ring.

## Beheer
De Machrie Moor Stone Circles worden beheerd door Historic Environment Scotland, net als de Moss Farm Road Stone Circle.